# Эпсилон Насоса
ε Насоса (Эпсилон Насоса, лат. Epsilon Antliae) — звезда, которая находится в созвездии Насос на расстоянии около 700 световых лет от нас.

## Характеристики
ε Насоса представляет собой оранжевый гигант — звезду значительно крупнее и ярче нашего Солнца. Её видимая звёздная величина равна 4,51. В ядре ε Насоса на данном этапе звёздной эволюции израсходован практически весь запас водорода, доступный для термоядерной реакции. Поэтому, сместившись с главной последовательности, звезда станет красным гигантом, а после этого сбросит внешнюю газовую оболочку, превратившись в белый карлик.